# Desmatelesia coerulea
Desmatelesia coerulea är en mossdjursart som först beskrevs av Ferdinand Canu och Ray Smith Bassler 1929.  Desmatelesia coerulea ingår i släktet Desmatelesia och familjen Plagioeciidae. Inga underarter finns listade i Catalogue of Life.